# Griechische Evangelische Kirche von Nikea
Die Griechische Evangelische Kirche von Nikea (griechisch Ελληνική Ευαγγελική Εκκλησία Νίκαιας) ist eine reformierte Gemeinde in Nikea (Attika). Sie wurde 1929 durch die Gemeinde in Piräus für griechische Flüchtlinge aus Kleinasien und dem Pontus gegründet.

## Geschichte
Die Gemeinde wurde mit Hilfe der Griechischen Evangelischen Gemeinden in Athen gegründet und zunächst von dort betreut. 1944 wurde Christos Baïs (Χρήστος Βαής) der erste Pastor.
Die Räumlichkeiten der Gemeinde wurden 1948 eingeweiht. Seit 1950 gab es einen Gemeindechor.
1979 war das Gebäude baufällig. Die Gemeinde ließ es abreißen und errichtete eine neue Kirche. Als das Gebäude 1988 eingeweiht werden konnte, ging auch Nikolaos Landros nach 37 Jahren pastoraler Arbeit in den verdienten Ruhestand.

## Pastoren
- Christos Baïs (Χρήστος Βαής, 1944–1948)
- Stergios Nousiou (Στέργιος Νουσίου, 1948–1950)
- Nikolaos Landros (Νικόλαος Λάνδροος, 1950–1988)
- Ioannis Yfantidis (Ιωάννης Υφαντίδης, 1988–1994)
- Konstantinos Emmanoulidis (Κωνσταντίνος Εμμανουηλίδης, 1994–2004)
- Vakanz
- Tasos Markoulidakis (Τάσος Μαρκουλιδάκης, 2009- )